# Julius Thomsens Plads
Julius Thomsens Plads er en plads på Frederiksberg i København, der ligger mellem Rosenørns Allé og Sankt Markus Allé. Pladsen er opkaldt efter den danske kemiker Julius Thomsen (1826-1909).
Den vestlige side af pladsen er optaget af udstillingshallen Forum København. På den østlige side ligger Købmandsskolen (nr. 6-10), der blev opført i 1927 efter tegninger af Jesper Tvede. Det huser nu Niels Brocks Handelsgymnasiet. Ved den sydlige ende af pladsen ligger Sankt Markus Kirke som et point de vue.